# 142753 Briegel
142753 Briegel è un asteroide della fascia principale. Scoperto nel 2002, presenta un'orbita caratterizzata da un semiasse maggiore pari a 2,6098676 UA e da un'eccentricità di 0,1067656, inclinata di 15,01932° rispetto all'eclittica.